# Unzerlegbarer Modul
Im mathematischen Teilgebiet der Algebra ist ein unzerlegbarer Modul ein Modul, der sich nicht in eine direkte Summe zerlegen lässt. Man kann zeigen, dass jeder Modul, der bestimmte Voraussetzungen erfüllt, eine direkte Summe von unzerlegbaren Moduln ist (siehe: Satz von Krull-Remak-Schmidt). Jedoch gibt es auch Ringe und Moduln, für die das nicht der Fall ist.

## Definition
Ein {\displaystyle R}-Modul {\displaystyle M\neq 0} über einem Ring {\displaystyle R} heißt unzerlegbar, wenn sich {\displaystyle M} nicht als direkte Summe zweier von Null verschiedener {\displaystyle R}-Moduln {\displaystyle M_{1}} und {\displaystyle M_{2}} schreiben lässt.
Diese Definition überträgt sich sinngemäß auf beliebige abelsche Kategorien.

## Beispiele
- Ein {\displaystyle K}-Vektorraum über einem Körper {\displaystyle K} ist genau dann unzerlegbar, wenn er eindimensional ist.
- Jeder einfache {\displaystyle R}-Modul ist unzerlegbar, aber nicht umgekehrt.
- Ein Modul endlicher Länge ist genau dann unzerlegbar, wenn sein Endomorphismenring lokal ist.